# St. Jakob (Jihlava)

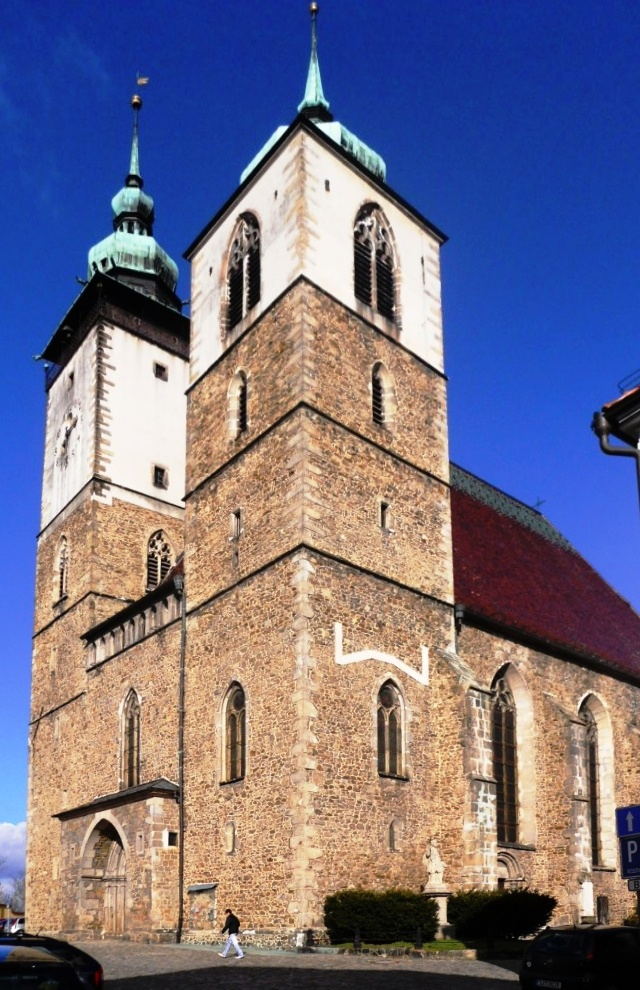
St. Jakob (Jihlava)

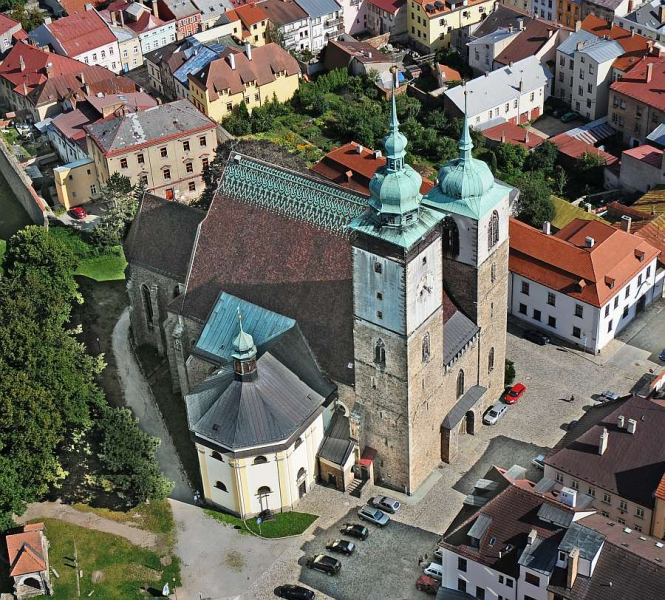
Ansicht aus der Vogelperspektive

Die Kirche St. Jakob (tschechisch Kostel svatého Jakuba Většího) in Jihlava ist eine frühgotische dreischiffige Hallenkirche mit einem langen Chor und zwei hohen Türmen an der Westfassade. Sie ist dem Heiligen Jakobus gewidmet.

## Geschichte
Die erste urkundliche Erwähnung der Kirche des heiligen Jakobus des Älteren stammt aus dem Jahr 1256, als die vorherige Kirche, die an ihrer Stelle stand, niedergebrannt wurde. Noch im selben Jahr wurde mit dem Bau der neuen Kirche begonnen. Im Jahre 1257 wurde der Chor fertiggestellt, da im selben Jahr der Hauptaltar von St. Nicolaus geweiht wurde. Die Weihe nahm der Olmützer Bischof Bruno von Schauenburg vor, der sie zugleich zur Pfarrkirche erhob. Der erste Priester in der neu geweihten Kirche war Stephan, eine der herausragenden Figuren in der Geschichte des mittelalterlichen Jihlava. Der Bau der Kirche wurde im nächsten Jahrzehnt fortgesetzt.
Die Fertigstellung des nördlichen (höheren) Turms der Kirche ist am Ende des 13. Jahrhunderts dokumentiert. Mit seiner Höhe von 63 m diente er zu dieser Zeit auch als Wachturm. Heute wird dieser Turm als Aussichtsturm genutzt. Im Jahre 1353 wurde die ganze Stadt von einem großen Brand heimgesucht und dieser Brand beschädigte offenbar auch die Pfarrkirche. Die umfangreichen Reparaturen an der Kirche werden auf die Jahre 1373–1379 datiert. Damals wurde das dreischiffiges Langhaus fertiggestellt und mit Kreuzrippengewölben geschlossen. In dieser Zeit wurden auch eine Wendeltreppe an der Südseite und ein Stockwerk über der Sakristei errichtet. Der südliche Turm, der die Funktion eines Glockenturms hatte, wurde in den 1430er Jahren errichtet.
Anlässlich der Verkündigung der Iglauer Kompaktaten (Basilejská kompaktáta) am 5. Juli 1436 auf dem Iglauer Hauptplatz (heutiger Masarykovo náměstí) wurde in der St.-Jakobs-Kirche eine Heilige Messe gehalten, an der Kaiser Sigismund teilnahm.
Im Jahr 1523 wurde Jihlava von einem weiteren großen Brand heimgesucht, bei dem auch die St.-Jakobs-Kirche einschließlich beider Türme schwer beschädigt wurde. Die anschließenden Reparaturen dauerten über 40 Jahre.
Im Jahre 1548 begann der südliche Turm sich gefährlich aus dem Lot zu neigen. Es war notwendig, seine Höhe auf die heutigen 54 Meter zu reduzieren. Eine neue große Glocke wurde 1563 aufgehängt und geweiht, sie wurde Zuzana genannt. Sie ist bis heute die zweitgrößte Glocke in Mähren.
Im Jahre 1702 wurde die Kirche im Barockstil umgebaut, an der Nordseite wurde die Kapelle der Schmerzensmutter angebaut, die vom Hauptschiff durch ein verziertes Barockgitter getrennt wurde.
Am Ende des 19. Jahrhunderts wurde eine allgemeine Rekonstruktion der Kirche im puristischen Geist durchgeführt, bei der das Dach eine neue Deckung erhielt. Einige statische Abstützungen des Nordturms wurden im Jahre 1922 von der Firma August Wolfholz durchgeführt. Der Innenraum wurde im Jahre 1987 umgebaut, wobei die unpassende Jugendstildekoration entfernt wurde.
Die Kirche St. Jakobus der Ältere wurde am 28. April 2008 zum nationalen Kulturdenkmal erklärt.

## Architektur

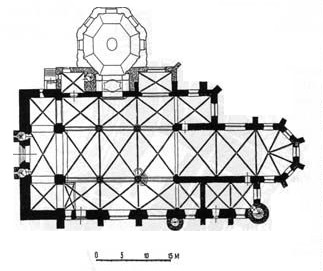
Grundriss

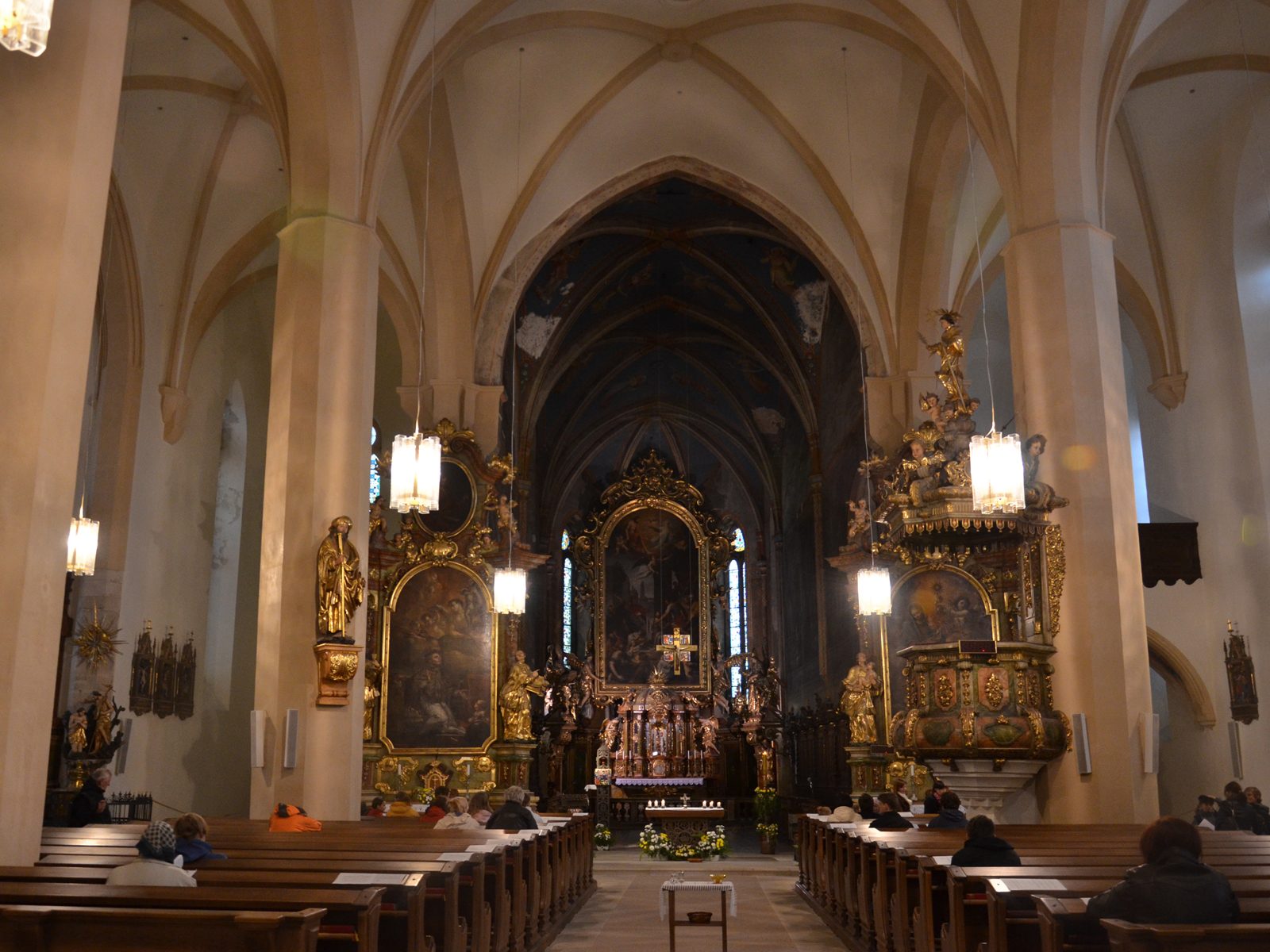
Innenansicht

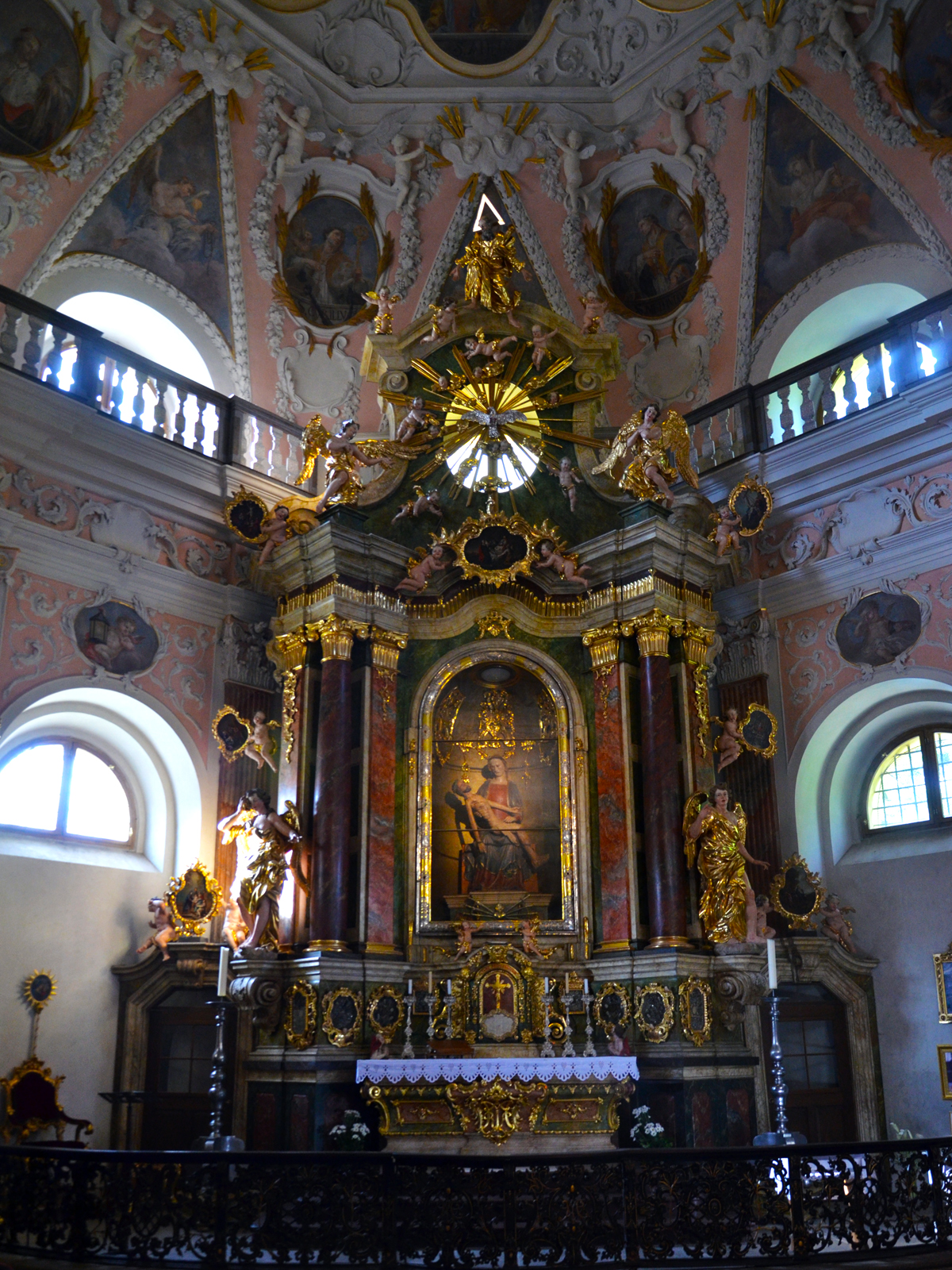
Die Kapelle der Schmerzensmutter, Innenraum

### Der Innenraum
Das Innere der Kirche ist dreischiffig gestaltet, auf das Hauptschiff folgt ein Chor, der einen fünfeckigen Abschluss hat. Die Seitenschiffe enden in kurzen rechteckigen Abschlüssen. Die drei Kirchenschiffe und der Chor werden von Kreuzrippengewölben gekrönt. Der Abschluss des Altarraums ist polygonal. Die Rippen sind in dekorativer Form bearbeitet, mit leicht abgeschrägten Kanten, und in den flachen runden Schlusssteinen am Scheitelpunkt des Gewölbes verbunden.
Die Dienste im Altarraum setzen sich bis zu den Rippen fort, die mit einfachen oder gebündelten Rundschäften schließen. Das Gewölbe über den drei Seitenschiffen wird von vier massiven polygonalen Pfeilern getragen und die Rippen enden in pyramidenförmigen Konsolen an den Wänden. Der Altarraum ist durch einen massiven Triumphbogen zum Kirchenschiff geöffnet. Über der Eingangshalle der Kirche befindet sich eine große Orgelempore. Die Eingangshalle ist ebenfalls mit einem Kreuzrippengewölbe gekrönt.

### Dekoration des Innenraums
Der Chor des Gotteshauses ist mit einer großen Anzahl von Fresken und mittelalterlichen Malereien bedeckt. Das Gewölbe ist mit Malereien mit neugotischen Ornamenten bedeckt, die Wände sind mit Szenen aus dem Leben des Heiligen Bernhard bemalt.
Die Kirche ist mit mehreren barocken vergoldeten Altären ausgestattet. Das Denkmal der Kirche ist ein 7,5 m hohes Gemälde der „Enthauptung des Heiligen Jakobus“, das den Hauptaltar schmückt. Sein Autor, einer der Maler der Kaiserin Maria Theresia, J. N. Steiner, wurde in Jihlava geboren. In der Kirche werden Schätze der Bildhauerkunst aufbewahrt – eine einzigartige Pietà aus dem Jahr 1330, die Statue der Heiligen Katharina von Alexandrien vom Anfang des 15. Jahrhunderts und die spätgotische Statue des Heiligen Jakobus aus dem 16. Jahrhundert. Ein interessantes Kunstwerk ist die moderne Replik des Přemyslidenkreuzes. Das Original stammt aus dem Jahr 1330 und befindet sich heute in der Bildergalerie des Klosters Strahov. Die Replik soll daran erinnern, dass das Original in der Kirche von Jihlava aufgehängt war.

### Das Äußere
Die Kirche ist derzeit ohne Außenputz; die Wände bestehen hauptsächlich aus Bruchsteinen aus lokalen Steinbrüchen. Die Strebepfeiler sind aus größeren Blöcken des hiesigen Steins gefertigt, in einigen neueren Teilen des Gebäudes wurde Backstein verwendet. Nur das oberste Stockwerk des Turms und die Kapelle der Schmerzensmutter sind gegenwärtig verputzt.
Die Wände der Kirche werden an der Außenseite meist von einstufigen Strebepfeilern gestützt. Die Wände der Kapelle und der Seitenschiffe sind mit hohen, schlanken Spitzbogenfenstern versehen, die durch vertikales Stabwerk geteilt sind. Die Fenster sind mit Maßwerk verziert, das meistens mit komplizierten geschwungenen Flamboyant-Formen versehen ist.
Der Haupteingang in die Kirche erfolgt durch ein Portal, das aus frühgotischer Zeit stammt. In den Ecken befinden sich schlanke Säulen auf Plattensockeln, die mit geformten Kapitellen gekrönt sind. Das Tympanon ist glatt, mit mehreren Archivolten gesäumt. Ähnlich sind einige kleinere Portale konzipiert, die auch in der Nord- und Südwand der Kirche erhalten sind. Die Säulen des nördlichen Portals sind im Unterschied zu den anderen Portalen mit volkstümlichem Dekor und mit Weintrauben verziert.
Die Wände der Kirche sind unkonventionell mit Grabsteinen aus dem Friedhof, der die Kirche ursprünglich umgab, geschmückt. An der Ostseite befindet sich eine barocke Statue des Johannes von Nepomuk.

### Die Türme
Die Türme der Pfarrkirche gehören zu den am besten sichtbaren Baudenkmälern in Jihlava. Die heutige Form der Türme ist das Ergebnis vieler Rekonstruktionen und Anpassungen im Laufe der Jahrhunderte. Der Nordturm misst heute 63 m und dient als Aussichtsturm. Die Galerie befindet sich 40 m über dem Boden und bietet einen weiten Blick in die Umgebung. Der ursprüngliche Turm hatte ein Pyramidendach und eine Wandmalerei an der Front. Nach mehreren Bränden wurden die beiden Türme wieder aufgebaut und mit je einer barocken Zwiebelhaube abgeschlossen. Der südliche Turm wurde auf seine heutige Höhe von 54 Metern reduziert.
Im Jahre 1702 wurde an der Nordseite der Kirche die Kapelle der Schmerzensmutter erbaut, die durch ein reich verziertes Barockgitter vom Innenraum der Kirche getrennt ist.
Die Decke ist mit trapezförmigen Gewölben gestaltet. Die Kapelle hat zwei Portale und halbrunde Fenster.
Sie ist mit Lünetten und einer in der Mitte hängenden polygonalen Laterne verziert. Die Wände sind durch Pilaster geteilt, die das durchgehende Gebälk tragen. Die Kapelle hat eine reiche Stuckverzierung. Ihr Schöpfer ist Giacomo Antonio Corbellini. Die Ausschmückung der Kapelle stammt von Václav Jindřich Nosecký. Der Eingang in die barocke Kapelle der Schmerzensmutter erfolgt durch ein reich verziertes Portal. In der Schmerzensmutter-Kapelle befindet sich ein Altar aus der ersten Hälfte des 19. In der Mitte des Altars befindet sich eine Pietà, die aus der zweiten Hälfte des 14. Jahrhunderts stammt. Sie ist reich mit Heiligenstatuen geschmückt.

## Die Legende über die Glocke Zuzana
Die Bürger von Jihlava, die ihren Reichtum der Umgebung zeigen wollten, beauftragten den berühmten Glockengießer Brikci von Cinperk damit, für sie eine Glocke zu schaffen, die im ganzen Land berühmt werden sollte. Sie versprachen ihm eine große Anzahl von Münzen, wenn die Arbeit erfolgreich sein würde. Und so entstand die große Glocke im Festungsgraben in der Nähe des Jungfrauentors am Tag des Heiligen Michael im Jahre 1563. Als das Metall im großen Kessel geschmolzen wurde, kamen Frauen und Mädchen, Junge und Alte, Sünder und Fromme und warfen Goldketten, Ringe, Juwelen und schwer erarbeitete und gesparte Münzen in die kochende Schmelze. All dies verschwand langsam in der Schmelze. Die größte Menge an Münzen spendete eine Frau namens Zuzana. Es waren 1840 Goldmünzen, um ihre Schuld zu tilgen. Sobald die Glocke, die auf den Namen Jakobus getauft wurde, 1563 am Turm aufgehängt wurde, setzte sich Zuzana auf einen Stuhl zwischen den Türen zur Kirche und ließ sie läuten. Seitdem bezeichnet jeder die Glocke als Zuzana, obwohl sie Jakobus heißt.